# Alice Gowenlock

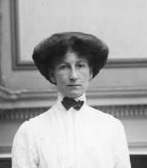
Alice Gowenlock 1911

Alice Maud Gowenlock (* 18. Februar 1878 in Lambeth; † 12. Oktober 1957 in Worthing, Sussex) war eine englische Badmintonspielerin.

## Karriere
Alice Gowenlock stand von 1907 bis 1909 dreimal im Finale der All England, unterlag jedoch in allen drei Endspielen. 1911 und 1912 gewann sie die Damendoppelwertung, wobei sie im erstgenannten Jahr in allen drei Finals stand. Sie repräsentierte England in Länderkämpfen gegen Irland und gewann des Weiteren mehrere County-Championships.

## Sportliche Erfolge
| Saison | Veranstaltung | Disziplin   | Platz | Name                                   |
| ------ | ------------- | ----------- | ----- | -------------------------------------- |
| 1907   | All England   | Damendoppel | 2     | Alice Gowenlock / Dorothy Cundall      |
| 1908   | All England   | Damendoppel | 2     | Alice Gowenlock / Dorothy Cundall      |
| 1909   | All England   | Damendoppel | 2     | Alice Gowenlock / Dorothy Cundall      |
| 1911   | All England   | Mixed       | 2     | Henry Norman Marrett / Alice Gowenlock |
| 1911   | All England   | Dameneinzel | 2     | Alice Gowenlock                        |
| 1911   | All England   | Damendoppel | 1     | Alice Gowenlock / Dorothy Cundall      |
| 1912   | All England   | Damendoppel | 1     | Alice Gowenlock / Dorothy Cundall      |

## Referenzen
- Burke's Who's Who in Sport and Sporting Records. Burke, London 1922
- All England Champions 1899-2007
- Statistiken des englischen Verbandes
- Biographie

| Personendaten    | Personendaten                |
| ---------------- | ---------------------------- |
| NAME             | Gowenlock, Alice             |
| ALTERNATIVNAMEN  | Gowenlock, Alice Maud        |
| KURZBESCHREIBUNG | englische Badmintonspielerin |
| GEBURTSDATUM     | 18. Februar 1878             |
| GEBURTSORT       | Lambeth                      |
| STERBEDATUM      | 12. Oktober 1957             |
| STERBEORT        | Worthing, Sussex             |